# Auletobius irkutensis
Auletobius irkutensis là một loài bọ cánh cứng trong họ Rhynchitidae. Loài này được Faust miêu tả khoa học năm 1893.